# Гидигичское водохранилище
Гидиги́чское водохрани́лище (рум. Lacul de acumulare Sireți-Ghidighici) — водохранилище на реке Бык в Страшенском районе Молдавии в 12 км от Кишинёва. Возле водохранилища расположен город Ватра, ранее имевший название Гидигич, и давший ему имя.

## Общая информация
Статистические данные (на 1984 год):
- глубина у плотины — 9,9 м
- средняя продолжительность ледостава — 75 дней
- толщина льда — 15—30 см

## Краткая характеристика
Гидигичское водохранилище расположено примерно в 70-75 км от начала реки Бык и лежит в Кодрах. Местность, окружающая его, холмистая и овражистая. В водохранилище впадают два притока Быка — Сирец (левый) и Кожушна (правый). Площадь водосборного бассейна водохранилища составляет 805 км².
Плотина Гидигичского водохранилища земляная, с донным водовыпуском и бетонным паводковым водосбросом. Вода используется для орошения и санитарных пропусков в русло реки Бык. Из водоплавающих птиц гнездятся цапля серая, выпь, кряква, лысуха и другие, из рыб водятся карась, карп, краснопёрка, лещ, плотва, судак, уклея, щука, окунь двух видов (мелкий, до 100 граммов, и крупный, до 1 кг).
Гидигичское водохранилище начало заполняться весной 1962 г., а проектного уровня достигло лишь весной 1963 г. Ранее исследования и сбор зоопланктона проводили на естественных водоёмах ложа водохранилища, в р. Бык у с. Страшен и в Быковецких болотах, расположенных в устье Быковца, притока р. Бык, в 12 км выше водохранилища.
Все эти водоемы оказали большое влияние на формирование зоопланктона Гидигичского водохранилища в первые 2 года его становления.
Зоопланктон в них качественно и количественно был представлен в основном коловратками. Например, в Гидигичских водоемах было обнаружено 53 формы зоопланктона, из которых 75,4 % были коловратки. Большая часть этих форм (81,1 %) вошла в состав зоопланктона водохранилища с первого года его существования. Вместе с тем некоторые формы, как например Acanthocyclops bicuspidatus, Cyclops gigas, Ectocyclops phaleratus, Daphnia magna, Platyas quadricornis, Mytilina videns и др., не были обнаружены и на втором году.

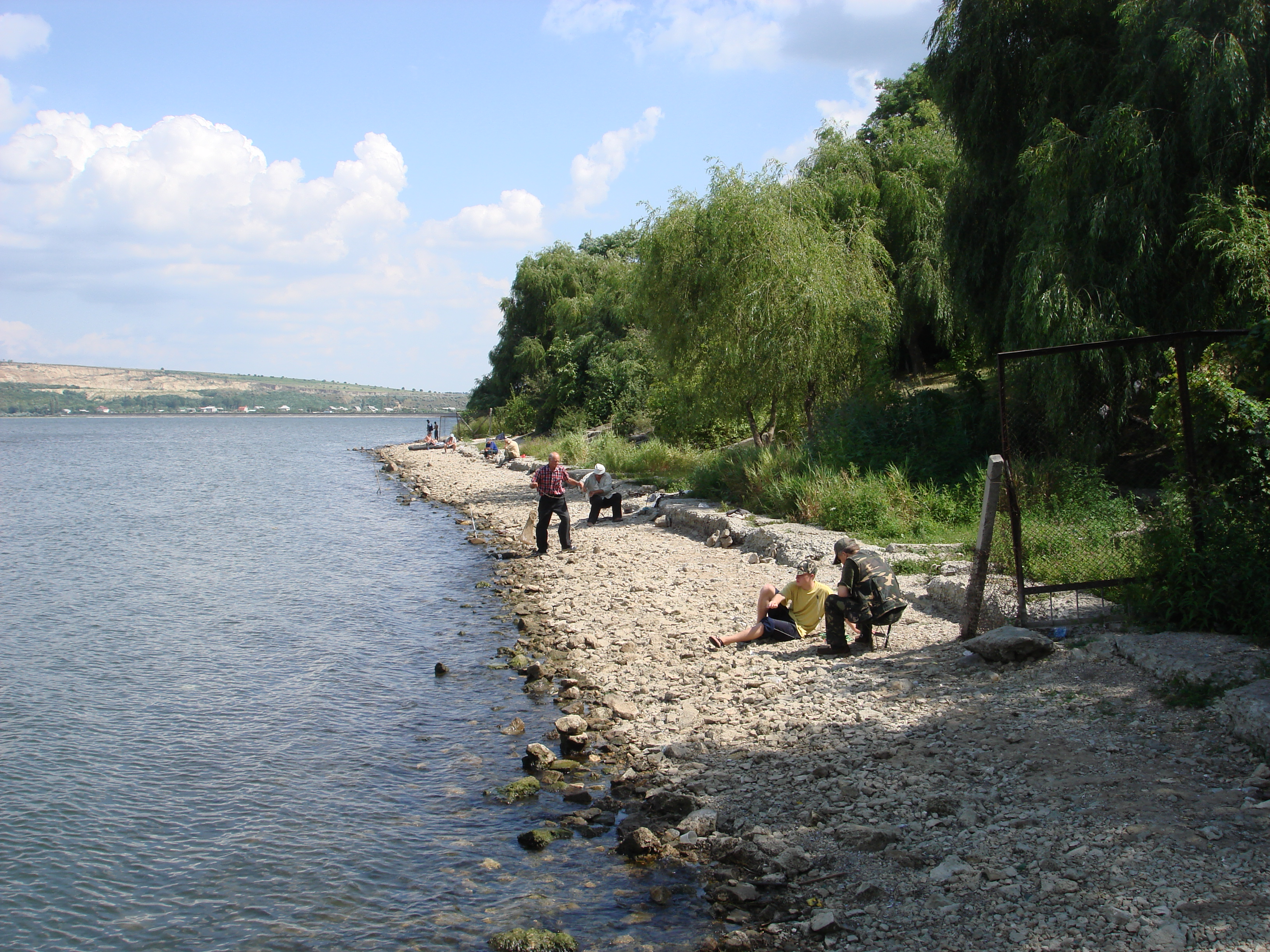
Рыбаки на водохранилище

По численности в Гидигичских болотах коловратки составляли в среднем 77,0-94,1 % от 85,7-97,7 тыс. экз./куб. м. Из наиболее массовых коловраток выделялись Brachionus calyciflorus f.amphiceros, Br.leydigii var. quadratus, Anuraeopsis fissa, Keratella quadrata, Asplanchna sieboldi и др. Численность ракообразных, за редким исключением, достигала 60,0 тыс. экз./м³ — главным образом за счет личиночных стадий Acanthocyclops vernalis.
Несколько большее разнообразие зоопланктона — до 71 формы установлено в Быковецких болотах, причем 58,6 % видов были общими и для Гидигичских водоемов. Так же как и в последних, основная масса этих форм — 73,2 % по разнообразию и 48,0-93,0 % по численности была представлена коловратками. Из ракообразных более или менее часто встречалась Bosmina longirostris, но численность её не превышала 10 тыс. экз./м³. Спорадически, но с численностью до 264,0 тыс., встречалась Moina rectirostris.
Заметных изменений в видовом составе зоопланктона Гидигичского водохранилища по сравнению с Гидигичскими и Быковецкими болотами, по крайней мере за прошедшее время его существования, не произошло. Ряд форм, как было указано выше, пока не обнаружен. С другой стороны, в составе зоопланктона появились новые формы, не отмеченные нами в Гидигичских и Быковецких болотах, в том числе 9 — коловратки, 6 — ветвистоусые и 1 — из циклопид. Большинство из них являются обитателями зарослей.
Интерес представляет нахождение коловратки Polyarthra pfoloba Wulfert., которая впервые указана для фауны СССР. До последнего времени она была известна только из водоемов западной Европы (Woigt, 1958; Bartos, 1959; Godeany, 1961).
Основное ядро зоопланктона в водохранилище пока не сформировано. Из 93 форм, обнаруженных в водохранилище, доминирующими являются 6 коловраток — Brachionus angularis, Brachionus calyciflorus, Keratella quadrata, Synchaeta sp. и Brachionus leydigii (табл. 5). Выпали из состава зоопланктона оба представителя калянид. Очевидно, и в дальнейшем они будут отсутствовать здесь, если степень минерализации воды не повысится.
Очень скудно представлены веслоногие рачки — всего 10 форм. Пять из них — Paracyclops affinis, Acanthocyclops vernalis, Canthocamptus staphilinus, Acanthocyclops bicuspidatus и Laophonte mohammed встречались только в качественных пробах. Относительно высокой численности, но не превышающей 5,0 тыс. экз./м³ (и то на втором году становления водохранилища) достигали Mesocyclops crassus и Cyclops vicinus. Суммарную численность веслоногих рачков определяли личиночные стадии циклопид.
Более разнообразно (16 форм) представлены ветвистоусые рачки. Из них 7 форм встречались исключительно в качественных пробах. Это Daphnia longispina, Daphnia cucullata var. berolinensis, Simocephalus vetulus, Alonopsis ambigua и др. Наибольшей массовости достигают Bosmina longirostris f. similis (18,3 тыс. экз./м³), Bosmina longirostris f. cornuta (17,3 тыс. экз./м³) и Moina dubia (14,7 тыс. экз./м³), определившие суммарную численность ветвистоусых рачков в 1963 году.
Как видно из вышесказанного, зоопланктон Гидигичского водохранилища в первые 2 года его становления отличается значительной неустойчивостью своего видового состава и относительно низкой численностью ракообразных, хотя, как показали исследования бактериальной флоры (Кривенцова, 1964) и альгофлоры (Шаларь, 1964), условия для них были благоприятными, во всяком случае не лимитирующими массового их развития.
Как видно из табл. 4, особенно низкой была численность всех трех групп зоопланктона в 1962 г. — всего 59,2 тыс. экз./м³ с биомассой 0,15 г.
В следующем 1963 г. максимальная численность зоопланктона приходится на июль — 611,6 тыс. экз./м³ с биомассой 3,9 г — и определяется главным образом численным развитием коловраток, составляющих 54,6 % его общей численности (табл. 5).
Таблица 5
```
Динамика численности (тыс. экз./м³) и биомассы (г/м³) зоопланктона в Гидигичском водохранилище
группа организмов	Месяц исследований	1962	1963 Численность% Численность	% 
Коловратки	II	-	-	1,4	54,9
IV	-	-	188,2	92,6
VII	27,7	87,9	334,4	54,6
X	75,9	86,5	-	-
Среднее за вегетац. период		51,8	89,3	174,6	64,1
Веслоногие	II	-	-	+	-
IV	-	-	14,6	7,2
VII	2,5	7,9	220,2	36,0
X	6,7	7,9	-	-
Среднее за вегетац. период		4,6	7,9	78,3	28,7
Ветвистоусые	II	-	-	1,1	45,0
IV	-	-	0,2	0,1
VII	1,3	4,1	57,0	9,3
X	4,4	5,7	-	-
Среднее за вегетац. период		2,8	2,7	19,5	7,1
Среднее за год		59,2	-	272,4	-
Биомасса в г.		0,2	-	1,4	-
```

Нельзя не отметить возросшую роль веслоногих и ветвистоусых рачков, достигших соответственно численности 220,2 и 57,0 тыс. экз./м³. С дальнейшим становлением водохранилища и улучшением газового режима воды зоопланктон должен приобрести черты, свойственные другим озерно-прудовым водохранилищам с превалированием копеподно-кладоцерного комплекса.

## Транспорт
До гидигичского водохранилища курсирует маршрут микроавтоавтобуса № 171, маршрут автобуса № 20 и пригородный поезд Кишинёв—Унгены.

## История
Водохранилище было построено в 1963 году. В начале 1960-х годов на берегу водохранилища была сооружена зона отдыха площадью около 1 тысячи га, из которых 124 га было занято зелёными насаждениями. Здесь проводились всесоюзные и международные соревнования по гребле на байдарках и каноэ, академической гребле и другим видам спорта. Самое крупное водохранилище на малых (местных) реках — Гидигичское — из-за заиления потеряло к 2000 году 31 % своего объёма.